# Legazpi (Madrid)

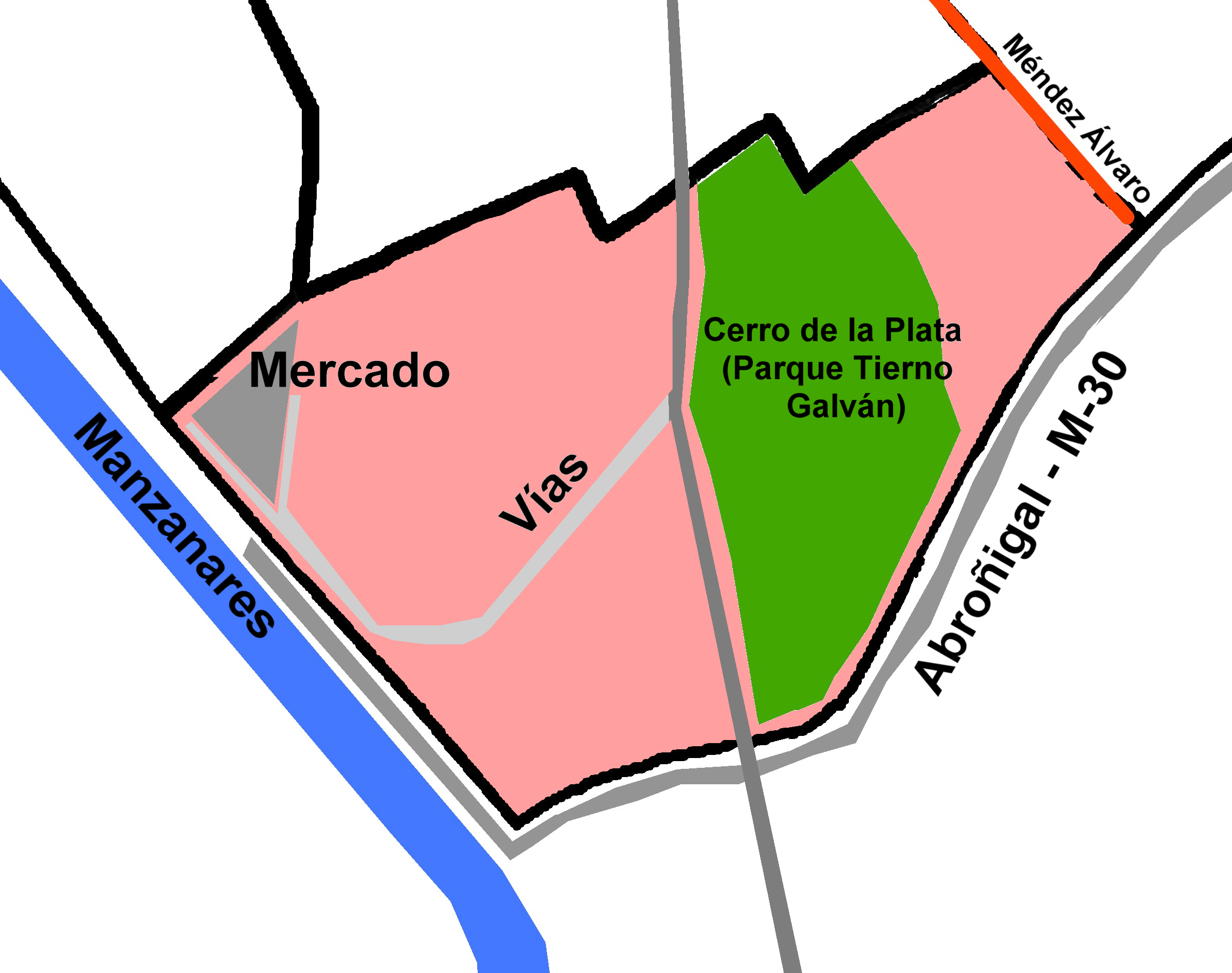
Mapa esquemàtic del barri de Legazpi en el que es mostren els punts principals que configuren el seu desenvolupament.

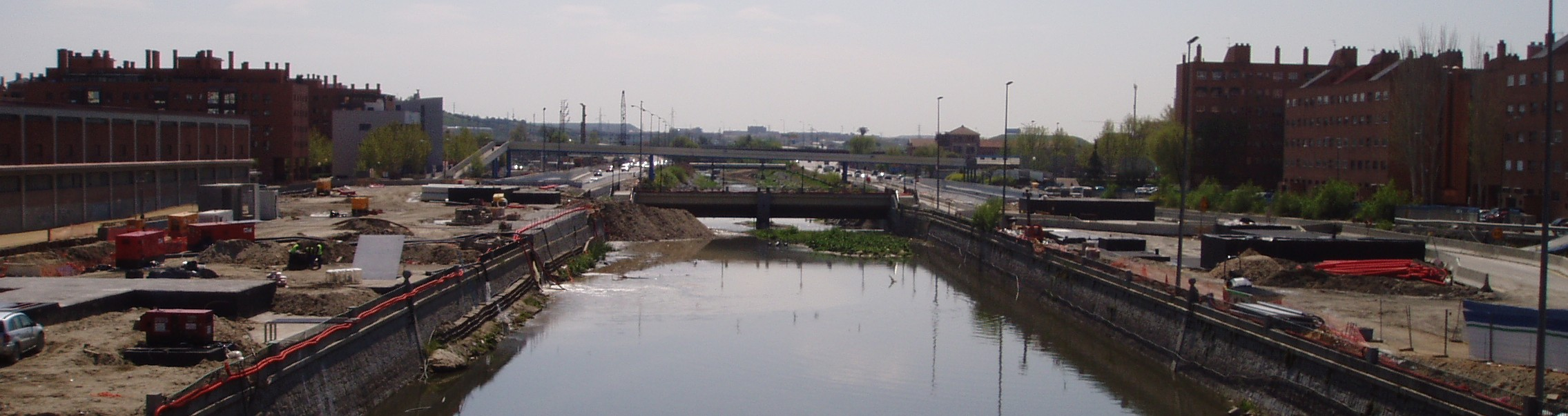
Vista panoràmica des del pont de la Princesa. A l'esquerra pot observar-se part del Mercat Central de Fruites i Hortalisses i, després d'ell, els nous edificis d'habitatges sorgits en els últimes anys al barri de Legazpi. La foto està presa l'abril de 2007, concloses l'obres de soterrament de la M-30, els túnels de la qual d'entrada i sortida poden observar-se a ambdues marges del riu, sota la passarel·la per als vianants. Està projectat que en els propers anys l'espai alliberat es cobreixi amb un parc lineal.

Legazpi és un barri administratiu del districte d'Arganzuela, a Madrid. Deu el seu nom a Miguel López de Legazpi. Té forma trapezoïdal i és al sud-est del districte, delimitat pels carrers del Vado de Santa Catalina, Bolívar, Bronce, l'avinguda del Planetario i Méndez Álvaro al nord; l'autopista de circumval·lació M-30 al sud-est i el riu Manzanares i la M-30 al sud. Està envoltat pels barris del mateix districte, de La Chopera, Las Delicias i Atocha al nord; Almendrales i Orcasitas, del districte d'Usera, al sud-oest, i Entrevías, del districte de Puente de Vallecas, al sud-est. Dins del sistema actual de divisió de la ciutat, el districte d'Arganzuela té el codi 02 i Legazpi el 24.

## Població
Segons l'Anuario estadístico de 2006 de l'Ajuntament de Madrid, la població total del barri és de 25.550 habitants

## Història
Fins al segle xix el barri és una zona rural, travessat en el seu límit nord pel camí de Vicálvaro, avui dia carrer de Méndez Álvaro. En 1860 s'aprova el Pla d'Eixample de Madrid de Carlos María de Castro, que en aquest barri pretén urbanitzar la zona nord-est però que no es durà a terme. Des d'aquest mateix any, amb la construcció del ferrocarril de circumval·lació que uneix les estacions d'Atocha i del Nord (avui dia Príncipe Pío) i especialment després de la construcció de l'Estació de Delicias en 1880 al veí barri de las Delicias, les vies de les quals travessen el barri per la seva zona oest, la zona comença a omplir-se de fàbriques i magatzems, activitats que marcaran l'existència del barri durant el proper segle.
En 1901 es comença a construir el pont de la Princesa, situat on actualment el d'Andalusia, que uneix el carrer del Vado de Santa Catalina amb la glorieta de Cadis del districte d'Usera. El pont, fabricat en ferro, va ser inaugurat pel rei Alfons XIII en 1909 i substituït anys després per un de formigó. A la zona nord-est del barri, entre el carrer de Méndez Álvaro i el rierol Abroñigal, per on avui dia discorre l'autopista M-30, hi havia una barriada denominada Barri del Japó i un parc de neteges, mentre que a la zona sud es va situar l'estació depuradora d'escombraries de La China. Aquesta zona, amb la proximitat del riu Manzanares, està ocupada des d'antic per hortes que perduren fins als anys setanta del segle xx.
En 1926 s'elabora el projecte de construcció del Mercat Central de Fruites i Hortalisses, obra dels arquitectes Francisco Javier Ferrero i Luis Bellido y González i de l'enginyer José A. Peña Boeuf (enginyer). L'edifici es construeix a la zona més occidental del barri, en el triangle format pels carrers del Vado de Santa María i Maestro Arbós i el riu Manzanares. Es tria aquest lloc per ser terrens públics, ja que des de l'Edat Mitjana la zona, coneguda com la devesa de l'Arganzuela i que arribava fins al pont de Toledo, havia pertangut al concejo de la vila.
Amb la construcció de l'edifici, inaugurat el 23 d'abril de 1935, es consagra la zona sud de la ciutat com a rebost de la ciutat, ja que anys abans s'havia construït l'escorxador al barri veí de La Chopera, just a l'altre costat del carrer del Vado de Santa María. L'edifici es va assentar sobre grans lloses de formigó armat, ja que el terreny no permetia la construcció d'uns fonaments prou sòlids per aguantar el pes dels camions que havien de transitar sobre ell. Comptava amb una línia de ferrocarril que ho unia amb l'estació de Delicias i va ser tancat en els anys vuitanta en construir-se el nou mercat central de la ciutat, Mercamadrid.
A partir dels anys setanta, amb el tancament de l'estació de Delícies i el consegüent trasllat de l'activitat industrial als afores de la ciutat, el barri comença a transformar-se en zona residencial. Aquesta transformació continua avui dia i, al costat dels nous blocs d'edificis, encara poden observar-se cases baixes més humils i antigues i solars encara sense ocupar.
Una part important del barri, pràcticament tota la zona est fins a la M-30, està ocupada en l'actualitat pel Parc d'Enrique Tierno Galván, inaugurat l'any 1986 en honor del que fos alcalde de la vila i construït sobre els terrenys antigament coneguts com a Cerro de la Plata. El soterrament de la M-30 permetrà en el futur l'accés des de la zona de l'antic mercat al riu Manzanares.

## Turisme
Al barri es troben les instal·lacions del Planetari de Madrid i l'IMAX (cinema en tres dimensions). Tots dos es troben en el parc d'Enrique Tierno Galván, un dels més importants de la capital, des d'on es pot accedir per un corredor per als vianants al Museu del Ferrocarril situat en l'antiga Estació de Delicias, al veí barri de Delícias.
Un edifici a destacar és l'antic mercat de fruites i verdures de Madrid, situat en l'angle oest del barri. Va ser construït en els anys 30 del segle XX i és d'estil racionalista. Actualment acull dependències municipals, encara que, dins del projecte de reforma de la M-30, es considera la possibilitat de dedicar-ho a altres funcions.
Encara sense una importància arquitectònica?, La Casa del Reloj, és l'actual seu de la Junta Municipal del districte d'Arganzuela. Està previst traslladar la seu a l'antiga fàbrica d'Oxram, actual seu de l'Empresa Municipal d'Habitatge. El trasllat es justifica, en voler transformar l'Escorxador, en un centre cultural, on unificar a més el ballet nacional d'Espanya i la companyia nacional de dansa.

## Transports
Metro
- Legazpi (línies 3 i 6)
- Méndez Álvaro (línia 6)
- Arganzuela-Planetario (línia 6).

Rodalies
- Méndez Álvaro (C5, C7 y C10)

Autobús
Línies: 6, 8, 18, 19, 22, 45, 47, 59, 62,76, 78, 79, 85, 86, 88, 123 y 148.